# Zeist
Zeist é um município e uma cidade da província de Utrecht, nos Países Baixos. O município tem 62 894 habitantes (30 de abril de 2017, fonte: CBS) e abrange uma área de 48,65 km² (dos quais 0,14 km² de água).